# Dubiaranea lepida
Dubiaranea lepida là một loài nhện trong họ Linyphiidae. Loài này được phát hiện ở Peru.